# 失控獵殺：第44個孩子
是一部2015年美國和英國合拍的推理驚悚片，由丹尼爾·伊斯皮諾薩執導，為李察·普萊斯負責編劇，改編自湯姆·羅伯·史密斯的2008年同名小說。電影由湯姆·哈迪、歐蜜·瑞佩斯、蓋瑞·歐德曼、喬爾·金納曼和文森·卡索主演。影片定於2015年4月17日上映。電影在美國負評居多和票房炸彈。

## 劇情
蘇聯的史達林統治時期，一名蘇聯探員（MGB）李奧·傑米多夫（湯姆·哈迪飾）受到妻子被陷害後牽連，被貶至偏遠小鎮，經歷了離奇且殘酷的兒童謀殺案。而探員在解開謎團後，一連串的遭遇使他再度翻身，並獲得妻子的愛。

## 演員
- 湯姆·哈迪 飾 李奧·傑米多夫（Leo Demidov）
- 歐蜜·瑞佩斯 飾 瑞莎·潔米多娃（Raisa Demidova）
- 喬爾·金納曼 飾 瓦西里·尼基金（Wasilij Nikitin）
- 蓋瑞·歐德曼 飾 鐵木爾·涅斯捷羅夫將軍（General Timur Nesterov）
- 派迪·康斯丁 飾 安德烈／弗拉德（Andrei／Vlad）
- 文森·卡索 飾 梅傑·庫茲明（Major Kuzmin）
- 傑森·克拉克 飾 阿納托利·布洛斯基（Anatoly Brodsky）

## 製作
2013年6月開始在布拉格、奧斯特拉瓦、克拉德諾和捷克等地進行拍摄。

## 發行

### 評價
《失控獵殺：第44個孩子》獲得的評價多為負面的。爛番茄基於61條評論新鮮度25％，平均得分4.5／10，多數影評認為：「《失控獵殺：第44個孩子》有著引人入勝的故事、主軸與湯姆·哈迪的紮實演出，但作為一部驚悚片而內容卻沒有一個足夠的刺激處」。Metacritic根據23條評論，得分41（滿分100），評價好壞參雜。
《The Star》的安迪·利給了電影三顆星（滿分五顆）的評價，認為雖然故事劇情不夠有力，但哈迪的主演表現相當優秀。

## 另見
- 《獵殺X計劃》（Citizen X，1995年）：背景和題材相似的HBO電影。

## 外部連結
- 互联网电影数据库（IMDb）上《失控獵殺：第44個孩子》的资料（英文）
- 爛番茄上《失控獵殺：第44個孩子》的資料（英文）
- Metacritic上《失控獵殺：第44個孩子》的資料（英文）
- Box Office Mojo上《失控獵殺：第44個孩子》的資料（英文）
- AllMovie上《失控獵殺：第44個孩子》的资料（英文）